# هومر إل. دودغ
هومر إل. دودغ (بالإنجليزية: Homer L. Dodge)‏ هو فيزيائي أمريكي، ولد في 1887، وتوفي في 1983.